# 江戸最後の日
『江戸最後の日』（えどさいごのひ）は、1941年に公開された稲垣浩監督の日本映画。
吉田絃二郎の同名戯曲が原作。

## スタッフ
- 監督 - 稲垣浩[1]
- 脚本 - 和田勝一[1]
- 潤色 - 稲垣浩[3]
- 原作 - 吉田絃二郎 戯曲「江戸最後の日」[3]
- 撮影 - 石本秀雄[1]
- 音楽 - 西梧郎[3]
- 録音 - 佐々木稔郎[2]
- 照明 - 西村計男[2]
- 編集 - 西田重雄[3]

## キャスト
- 勝安房守 - 阪東妻三郎[3]
- 大久保越中守 - 香川良介[3]
- 榎本和泉守 - 志村喬[3]
- 大鳥圭介 - 大沢健司[2]
- 山岡鉄太郎 - 戸上城太郎[3]
- 益満休之助 - 上田吉二郎[3]
- 高橋伊勢守 - 水野浩[3]
- 向山隼人正 - 河部五郎[3]
- 川路聖謨 - 遠山満[3]
- 魚河岸の元締喜兵衛 - 藤川三之祐[2]
- 勝邸下男新三郎 - 尾上華丈[2]
- 石田俊吉 - 団徳麿[3]
- 甲州屋文太郎 - 仁礼功太郎[3]
- 新門辰五郎 - 小川隆[3]
- 英公使パークス - 高田弘[2]
- 英艦長キップル - 泉静治[2]
- 藤沢志摩守 - 葉山富之輔[2]
- 川勝備後守 - 大東専太郎[2]
- 浅野美作守 - 多岐征二[2]
- 官軍兵士白石兵右衛門 - 大川原左雁次[3][2]
- 官軍兵士森 - 下山剛[2]
- 河岸の若者長吉 - 石川秀道[2]
- 河岸の若者太助 - 楠栄三郎[2]
- 河岸の若者虎松 - 富士咲実[2]
- 河岸の若者市蔵 - 阪東実[2]
- 純忠隊士守川慎之助 - 春日清[2]
- 純忠隊士松村譲 - 毛利美津夫[2]
- 純忠隊士会田孫之丞 - 中根正次[2]
- 純忠隊士大畑弥六 - 並木伸介[2]
- 旗本河野友三郎 - 岬弦太郎[2]
- 旗本谷川亘 - 瀬井川常吉[2]
- 旗本内村弥之助 - 対馬和雄[2]
- 町人松助 - 市川猿昇[2]
- 海軍士官小牧康成 - 瀬戸一司[2]
- 海軍士官伊藤進 - 薮内龍三郎[2]
- 海軍士官西権兵衛 - 近松龍太郎[2]
- 海軍士官今田新吉 - 市川左正[2]
- 歩兵茂木多吉 - 堀北幸夫[2]
- 佐伯陣兵衛 - 前田静男[2]
- 津川精之進 - 小川重四郎[2]
- 白柳弁之進 - 浮田勝三郎[2]
- 勝夫人静代 - 環歌子[3]
- 娘姉八重 - 柳恵美子[3]
- 娘妹照 - 沢村敏子[3]
- 料亭女将おせき - 常盤操子[2]
- 徳川慶喜 - 尾上菊太郎[3]
- 塚本虎太郎 - 原健作[3]
- 薩摩志摩守 - 若松文男[3]

## 受賞歴
- 1941年度 第18回キネマ旬報賞
  - 日本映画ベスト・テン5位　『江戸最後の日』（稲垣浩監督）[4]